# Gammel Bennebæk
Gammel Bennebæk (dansk) eller Alt Bennebek (tysk) er en landsby og kommune i det nordlige Tyskland under Slesvig-Flensborg kreds i delstaten Slesvig-Holsten. Byen ligger på grænsen mellem gest og marsk i det sydlige Sydslesvig. Byen blev første gang nævnt 1340 som Villa Bennebeke. I kommunen ligger også Tetenhus Mose (tysk Tetenhusener Moor), hvor der gennem lange tider blev skåret tørv.
Kommunen samarbejder med nabokommunerne i Krop-Stabelholm kommunefællesskab (Amt Kropp-Stapelholm).